# Athlete (banda)
Athlete es una banda inglesa del sur de Londres. Su segundo álbum es ampliamente considerado como su gran avance y que han lanzado dos sencillos hasta ahora del álbum.

## Discografía

### Álbumes
1. Vehicles and Animals – (7 de abril de 2003)  #19 UK
2. Tourist – (31 de enero de 2005) #1 UK
3. Beyond the Neighbourhood – (3 de septiembre de 2007) #5 Reino Unido

### Singles
| Año   | Canción                                  | Gráfico de sencillos en el Reino Unido | Álbum                    |
| ----- | ---------------------------------------- | -------------------------------------- | ------------------------ |
| 2002  | "Athlete (EP)"                           | 85                                     |                          |
| 2002  | "You Got the Style"                      | 37                                     | Vehicles and Animals     |
| 2002  | "Beautiful"                              | 41                                     | Vehicles and Animals     |
| 2003  | "El Salvador"                            | 31                                     | Vehicles and Animals     |
| 2003  | "Westside"                               | 42                                     | Vehicles and Animals     |
| 2003  | "You Got the Style" re-issue             | 42                                     | Vehicles and Animals     |
| 2005  | "Wires"                                  | 4                                      | Tourist                  |
| 2005  | "Half Light"                             | 16                                     | Tourist                  |
| 2005  | "Tourist"                                | 43                                     | Tourist                  |
| [2005 | "Twenty Four Hours" / "Stand In the Sun" | 42                                     | Tourist                  |
| 2007  | "Hurricane"                              | 31                                     | Beyond the Neighbourhood |
| 2007  | "Tokyo"                                  | 198                                    | Beyond the Neighbourhood |
| 2008  | "The Outsiders EP"                       |                                        | Beyond the Neighbourhood |

### Recopilaciones
Las pistas de atletas han aparecido en los siguientes CDs de compilación:
| Año  | Recopilación                                     | Pista                    |
| ---- | ------------------------------------------------ | ------------------------ |
| 2002 | The Album Vol. 4                                 | "Westside"               |
| 2004 | The Alternative Album Vol. 2                     | "Westside"               |
| 2004 | The Best Bands in the World...Ever               | "Beautiful"              |
| 2004 | The Best Bands 2004                              | "You Got The Style"      |
| 2005 | The Alternative Album Vol. 3                     | "Shake Those Windows"    |
| 2005 | The Album: Music from EMI                        | "Wires"                  |
| 2005 | Acoustic Vol.5: Acoustic 05                      | "You Got The Style"      |
| 2005 | The Album Vol. 6                                 | "Half Light"             |
| 2006 | The Last Kiss Original Motion Picture Soundtrack | "El Salvador"            |
| 2006 | The Ultimate Bands - The Classic Anthems         | "Wires"                  |
| 2006 | Relaxing Songs 2006                              | "Wires"                  |
| 2007 | The Saturday Sessions                            | "God Only Knows" (Cover) |
| 2007 | Top Gear: Seriously Cool Driving Music           | "El Salvador"            |

- Datos: Q580268